# Lemyrea marojejyensis
Lemyrea marojejyensis är en måreväxtart som beskrevs av J.R.Stone och Aaron Paul Davis. Lemyrea marojejyensis ingår i släktet Lemyrea och familjen måreväxter. Inga underarter finns listade i Catalogue of Life.